# Scolelepis knightjonesi
Scolelepis knightjonesi är en ringmaskart som först beskrevs av Silva 1961.  Scolelepis knightjonesi ingår i släktet Scolelepis och familjen Spionidae. Inga underarter finns listade i Catalogue of Life.